# 以六正五之齋琴學秘譜
《以六正五之齋琴學秘譜》，古琴譜，清光緒元年，孫寶著。

## 琴譜介紹
北京圖書館藏，稿本，六卷，編前有光緒元年乙亥孫氏自序，一至五卷分論聲律、琴式、指法等、卷六琴譜，內收二十一曲，每卷開始均各有目錄。